# Goudriaan
Goudriaan is een klein dorp in de Nederlandse landstreek Alblasserwaard. Het dorp, in de gemeente Molenlanden, meet 808 hectare, en heeft een uitgesproken agrarisch karakter. Goudriaan telde op 1 januari 2023 950 inwoners en op 1 juli 2012 telde het dorp 367 woningen.
Goudriaan is gelegen aan de historische verbindingsweg tussen de vestingsteden Nieuwpoort en Gorinchem, nu de provinciale weg N216. Sinds 1 januari 1986 is het tezamen met zes andere kernen samengevoegd tot de gemeente Graafstroom om vervolgens in 2013 op te gaan in de gemeente Molenwaard en in 2019 weer op te gaan in de gemeente Molenlanden. Het is een dorp in lintbebouwing langs het riviertje Goudriaan. Het heeft voornamelijk twee lange wegen aan beide zijden van het water, de Noordzijde en de Zuidzijde. De grondsoort in de omgeving bestaat hoofdzakelijk uit laagveen met hier en daar een zandrug, de zogenaamde donken.

## Geschiedenis
Goudriaan wordt voor het eerst in de geschiedenis vermeld op 2 mei 1260, toen Hendrik I van Vianden, de 38e bisschop van Utrecht, aan Willem van Brederode toestemming gaf om een kerk te bouwen, een doopvont in de kerk op te nemen en een kerkhof aan te leggen. Floris V, graaf van Holland, erkent op 3 mei 1283 definitief dat Willem van Brederode bewezen heeft recht van hoge heerlijkheid te hebben, o.a. in Goudriaan. De oudste heren van Goudriaan stamden dus uit het geslacht van Brederode. In de latere jaren ging het eigendom met daarbij horende rechten over op verschillende geslachten, deels door koop, deels door vererving; sinds 1775 is de heerlijkheid in het bezit van de familie Van Tets. Daarbij is sprake van twee heerlijkheden, namelijk Oud- en Nieuw-Goudriaan. De heerlijkheden zijn opgeheven bij grondwetsherziening van 1848, maar nog altijd draagt het hoofd van het adellijk geslacht Van Tets de naam "van Tets van Goudriaan".

## Kruiskerk

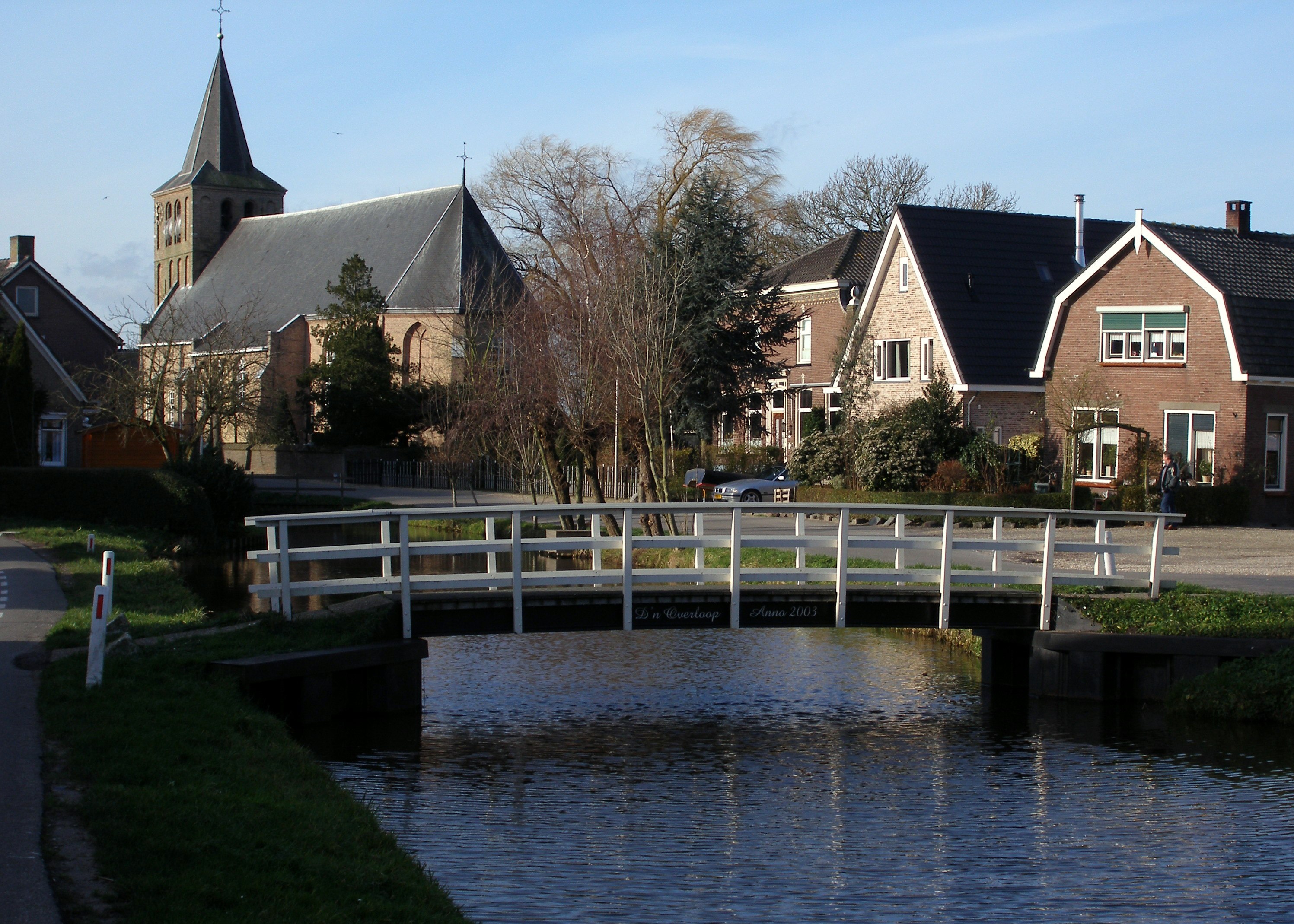
Gezicht op de kerk.

De tachtigjarige oorlog (1568 - 1648), bracht ook de kerkhervorming. De kerk van Goudriaan gaat dan in protestantse handen over. Het oudste historische gebouw in Goudriaan is deze kruiskerk. Aangenomen wordt dat de toren uit de 14e eeuw en de kerk uit de 15e eeuw stamt. In 1965 heeft de kerk opnieuw een ingrijpende restauratie doorgemaakt. In de kerk bevinden zich een kansel uit 1642, vier koperen kroonluchters en enkele zerken uit de 17e eeuw en een koperen doopbekken, houder en een lezenaar uit de 18e eeuw.
In de toren hangt een klok met opschrift in dichtvorm:

"Salvatur is mijn naam [...]"

Daar onder staat:

Hermanus Borch - Anno Domini MDDDDDXX."

Hergoten door Van Bergen - Heiligerlee 1938.
Verder bevindt zich in de toren een zeer oude celdeur en een gevangenenblok.
In de gemeente staan veel oude boerenhofsteden op de lijst van monumenten.

## Het Raadhuis
Op 1 mei 1857 komt de bovenverdieping van het plaatselijk café als raadhuis te fungeren; dit duurde tot in 1965. Omdat het niet gepast werd geacht wanneer de raadsleden de raadkamer via het café moesten bereiken, werd aan de buitenzijde een afzonderlijke trapopgang gemaakt. Deze bevindt zich nog aan de zijgevel evenals een 'bedieningsliftje' in de cafézaal naar boven, om de vroede vaderen toch te kunnen voorzien van hun 'jonge klare'. Het café is nog steeds als café-restaurant "Het Raadhuis" in gebruik.

## Monumenten
Nabij de dorpskom staat langs de Smoutjesvliet de Goudriaanse Molen, een fraaie achtkante poldermolen met scheprad, gebouwd in 1779. Hij kwam op de plaats van een afgebroken wipmolen. De huidige molen is gesteld voor de ontwatering van de polders Oud-Goudriaan en Noordzijde Noordeloos en door schaalvergroting momenteel buiten gebruik voor de waterhuishouding. De molen, eigendom van de Molenstichting, verkeert in een uitstekende staat van onderhoud en maalt nog regelmatig.

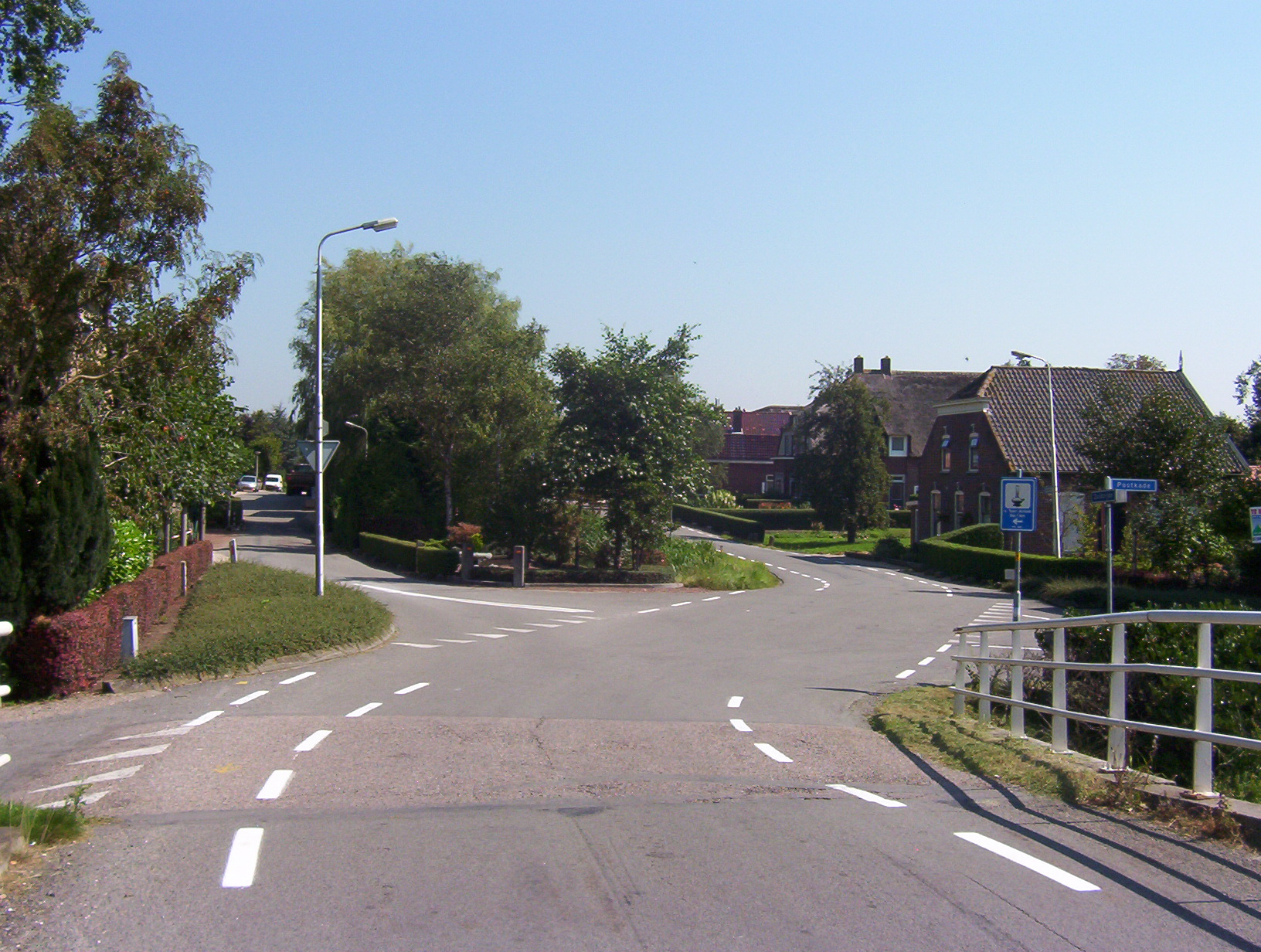
Dorpsgezicht. Links de Noordzijde, rechts de Zuidzijde.
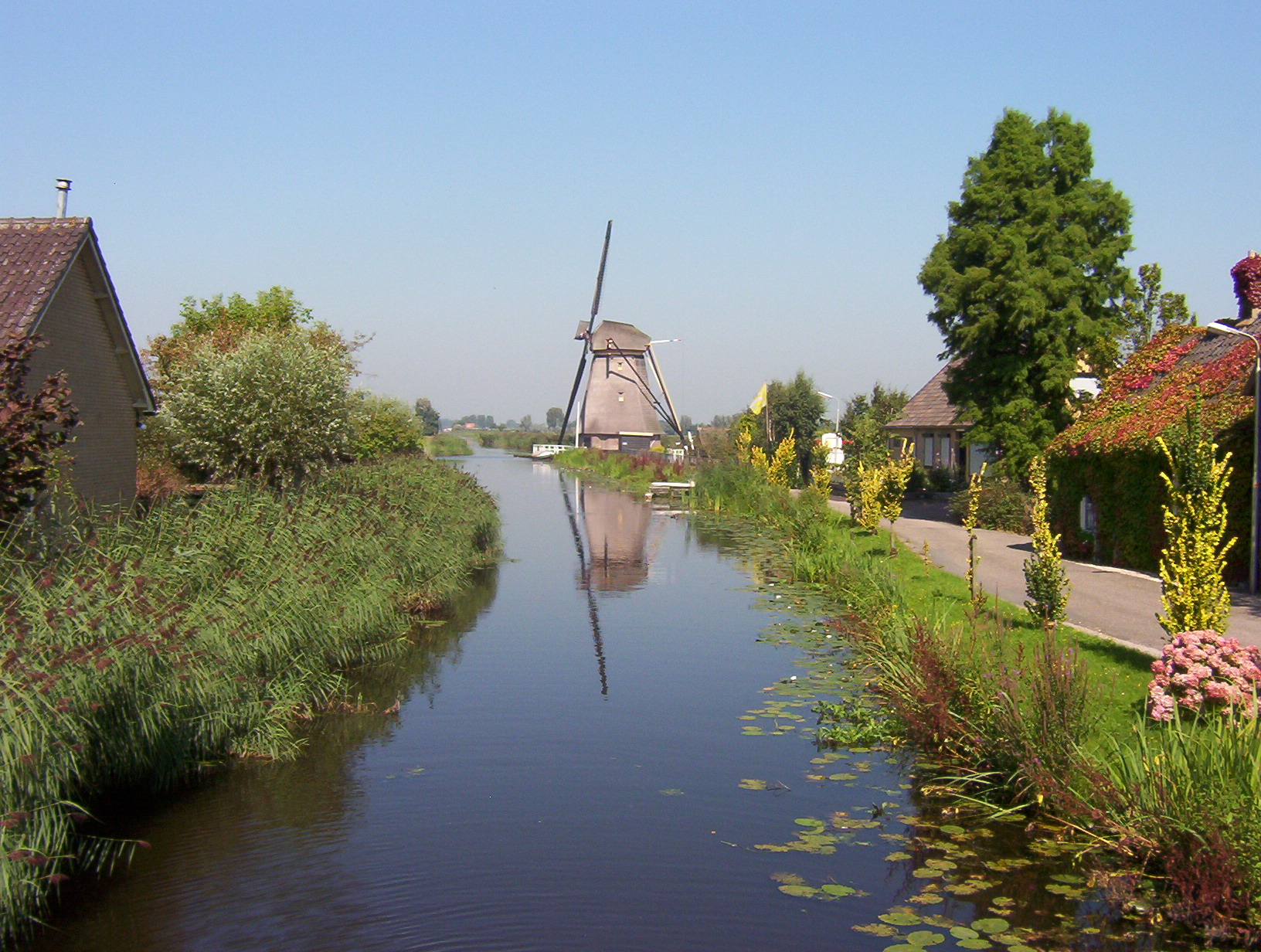
De poldermolen in Goudriaan langs de Smoutjesvliet.
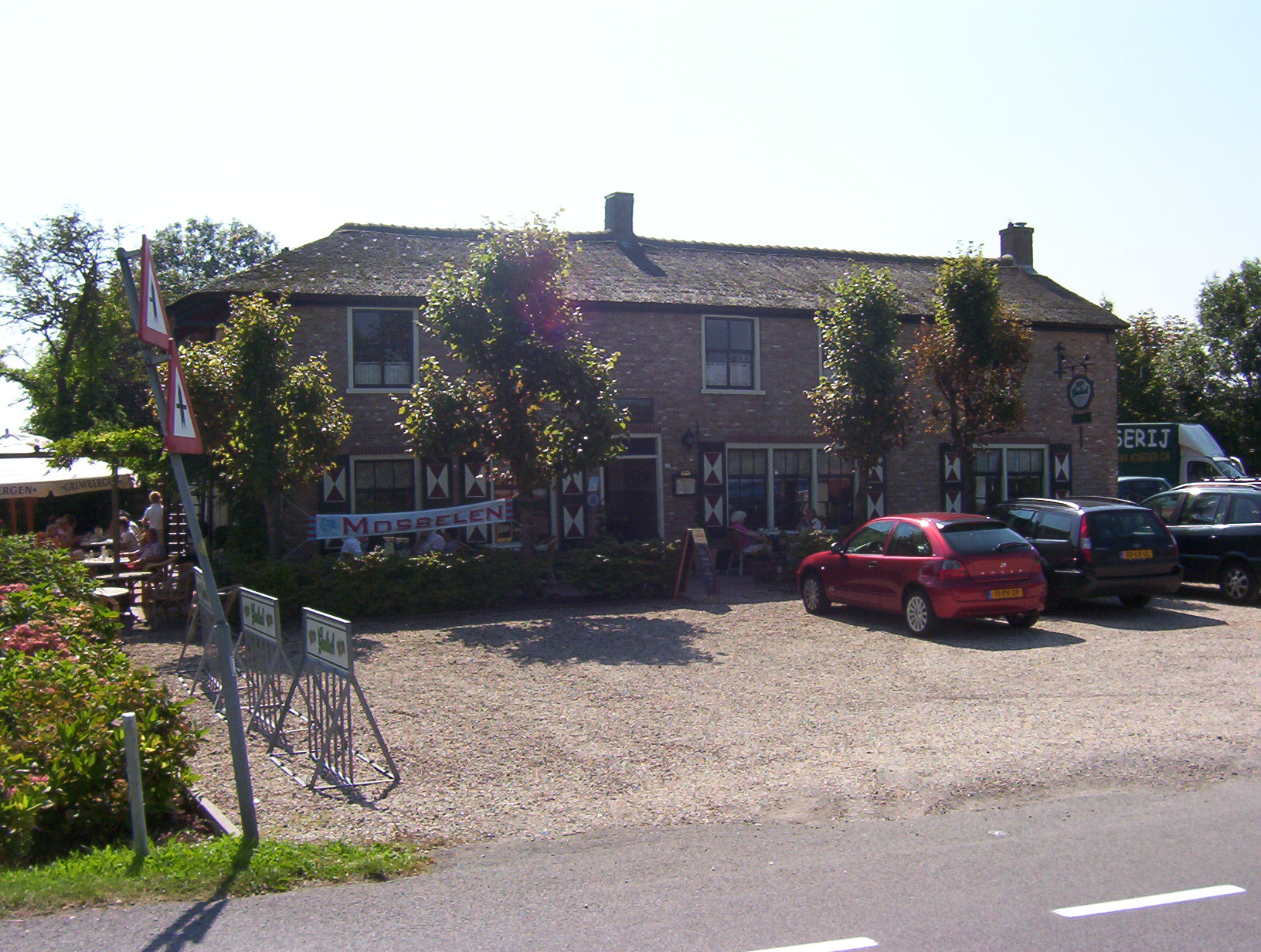
Café "Het Raadhuis."

## Het Wapen
Het wapen van Goudriaan werd in 1816 door de Hoge Raad van Adel bevestigd en is groen van kleur, gedeeld door een golvende zilveren band.
De beide groene delen stellen de polders Oud-Goudriaan en Nieuw-Goudriaan voor. De zilveren band stelt het door beide polders lopende riviertje de Goudriaan voor.

## Goudriaan 750 jaar
Het jaar 2010 stond in het teken van Goudriaan 750 jaar. 750 jaar terug kreeg Goudriaan een kerk, wat in 2010 herdacht werd.

## Geboren in Goudriaan
- Jan van Genderen (1923-2004) , theoloog
- Jan de Vries (1965), CDA-politicus